# Quello che non ti uccide
Quello che non ti uccide (Boss Level) è un film del 2021 scritto e diretto da Joe Carnahan.

## Trama
Roy Pulver è un veterano delle forze speciali che, al suo ritorno in patria, viene ucciso da alcuni sicari. Dato che l'evento si ripete anche nei giorni successivi, Roy si rende conto di essere finito in un vero e proprio anello temporale, e che gli eventi a lui capitati sono dovuti a un oscuro esperimento governativo, dietro al quale si cela la mano del colonnello Clive Ventor. Roy, che desidera solo poter tornare insieme alla moglie Jemma, cerca allora di eliminare a uno a uno i propri nemici, per poter giungere – proprio come in un videogioco – al Boss Level, ossia allo scontro finale con Ventor, e riportare così l'intera sua esistenza alla normalità.

## Produzione
Nel gennaio del 2012, Joe Carnahan ha annunciato di stare lavorando a un film per la 20th Century Fox intitolato Continue, da lui descritto come un «Ricomincio da capo d'azione». Nel maggio dello stesso anno, la Fox ha dato via libera al film, ma a settembre il regista ha fatto intendere che non si sarebbe più realizzato. Frank Grillo sarebbe stato il protagonista.
Il film è tornato in produzione, col titolo di Boss Level e Grillo e Carnahan nuovamente coinvolti, a novembre del 2017: le riprese si sono tenute in Georgia nel 2018, cominciando a marzo a Savannah, per poi spostarsi il mese seguente ad Atlanta (anche alla stazione della metropolitana di Oakland City e all'acquario della Georgia) e a Decatur, concludendosi a maggio. Il budget del film è stato di 45 milioni di dollari.

## Distribuzione
Nell'aprile del 2018 l'Entertainment Studios di Byron Allen ne ha acquisito i diritti di distribuzione statunitensi, fissandone inizialmente l'uscita per il 16 agosto 2019, poi posticipata in data da destinarsi. Nel giugno del 2020, ha abbandonato la distribuzione. L'11 febbraio 2020 si è svolta un'anteprima sponsorizzata dal sito Collider presso il cinema Arclight di Los Angeles in presenza di Grillo e Carnahan.
Nel novembre dello stesso anno, i diritti di distribuzione statunitensi sono stati acquisiti da Hulu, su cui è stato distribuito a partire dal 5 marzo 2021.
La sua distribuzione in Italia, prevista dalla Eagle Pictures per il 30 luglio 2020 col titolo Quello che non ti uccide, è stata in seguito rimandata a causa della pandemia di COVID-19. Il film è stato poi pubblicato su Prime Video il 19 luglio 2021.